# Qonggyai
Qonggyai è una città della prefettura di Shannan nella Regione Autonoma del Tibet. È il capoluogo della contea di Qonggyai.